# Via delle Gallie
La via delle Gallie (lat. via Publica oppure strata Publica; in francese route des Gaules o voie des Gaules), chiamata anche strada delle Gallie, fu una strada romana consolare fatta costruire da Augusto sulla traccia di sentieri preesistenti per collegare la Gallia cisalpina, nella Pianura Padana, con la Gallia transalpina, da cui il nome della strada. Prima opera pubblica realizzata dai Romani in Valle d'Aosta, attraversava in parte le moderne Italia, Francia e la Svizzera.
Fu creata per facilitare l'espansione militare e politica romana verso le Alpi, che si concretizzò poi con la conquista di Rezia ed arco alpino sotto Augusto. La via delle Gallie iniziava da Mediolanum (la moderna Milano) e passava per Augusta Eporedia (Ivrea), biforcandosi in due rami all'altezza di Augusta Praetoria (Aosta).
Da Augusta Praetoria un ramo della strada si dirigeva verso il passo del colle del Piccolo San Bernardo (lat. Columna Iovis) fino a Lugdunum (Lione), mentre l'altra diramazione giungeva al passo del colle del Gran San Bernardo (lat. Mons Iovis) per poi condurre verso Octodurus (Martigny), nel moderno Canton Vallese, in Svizzera. In epoca medievale vi si sovrapporrà il tracciato della via Francigena e del Leiðarvísir, mentre attualmente, per lunghi tratti, coincide con la strada statale 26 della Valle d'Aosta e la strada statale 27 del Gran San Bernardo.

## Storia

### Viabilità preromana in Valle d'Aosta
In epoca antica le vie di comunicazione in Valle d'Aosta avevano un tracciato praticamente obbligato a causa della morfologia montana; in particolare, queste vie erano spesso costruite lungo il crinale dei monti per evitare il talweg della valle, che era soggetta agli straripamenti della Dora Baltea, i quali potevano causare la formazione di acquitrini. Un tracciato lungo la Dora Baltea, nonostante questi problemi, è stato forse realizzato già dal III millennio a.C.: sono stati infatti rinvenuti, lungo i due versanti alpini, ritrovamenti archeologici ascrivibili a tale periodo storico.
All'epoca dei Salassi, popolazione di origine celtica che abitava il Canavese e la valle della Dora Baltea, gli spostamenti quotidiani erano probabilmente garantiti da una rete viaria primitiva e da un reticolo di mulattiere che si sviluppava talvolta a fondovalle e principalmente a quota lievemente maggiore rispetto all'altitudine della successiva via delle Gallie: tale rete viaria serviva anche a collegare tra loro i vari insediamenti abitativi (le civitates, i municipia e i pagi, che a loro volta era costituiti da  vici) situati a mezza costa o lungo le pendici alpine. La via delle Gallie, in latino, era conosciuta come via Publica oppure come strata Publica.

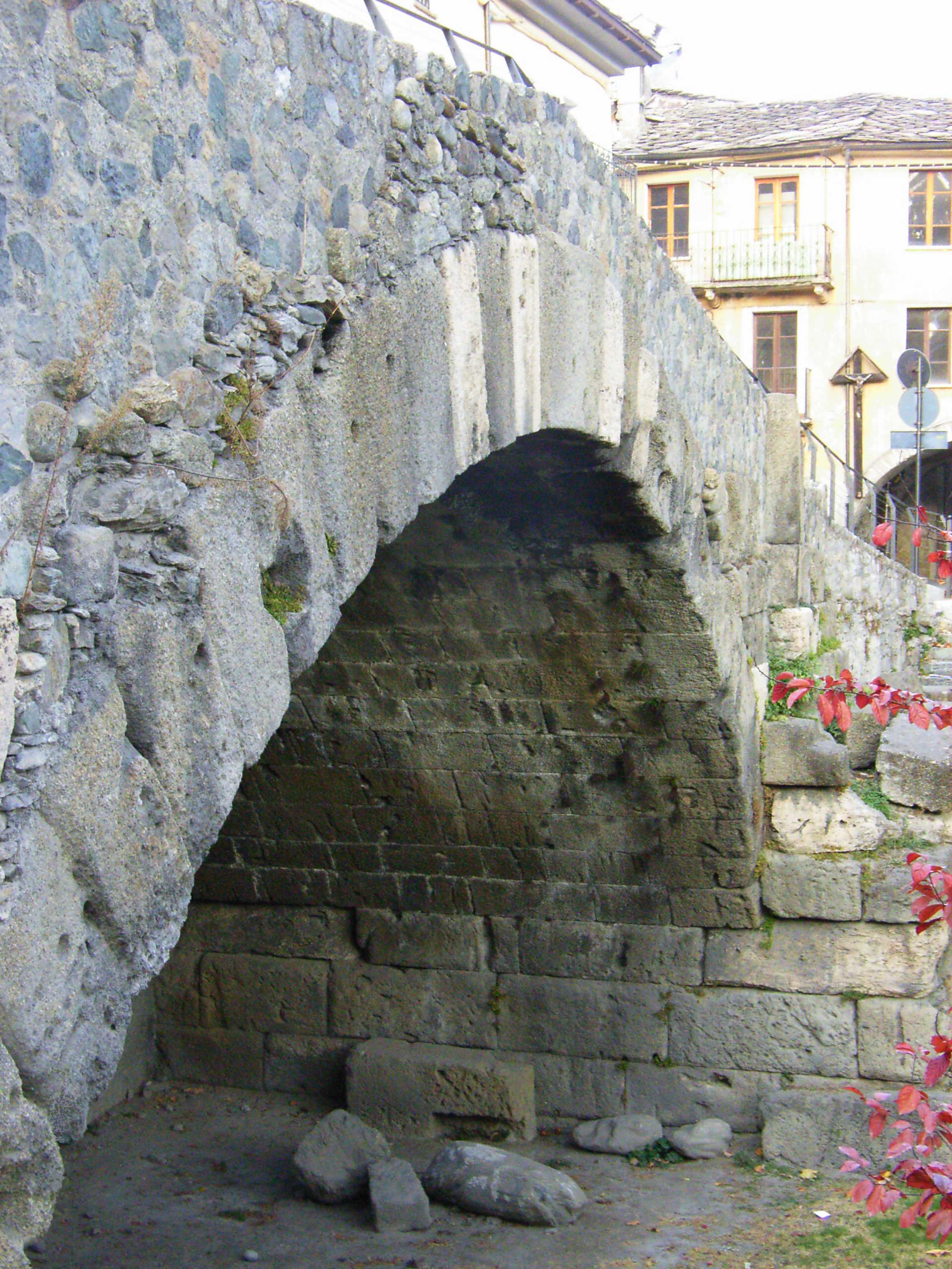
Il ponte di pietra di Aosta, un tempo attraversante il torrente Buthier, che è stato deviato nel XVII secolo a causa di un'alluvione

Un tratto di mulattiera preromana, costituito da un corridoio di dieci gradini scalpellati a mano tra strette rocce, venne ritrovato anche nei pressi di Avise (lat. Avisio), nella zona di Pierre Taillée Esistevano anche strade vere e proprie: nell'Ottocento Pierre-Louis Vescoz individuò i resti di un'antica strada preromana tra Pont-Saint-Martin (lat. Pons Heliae) e Donnas (lat. Donasium), detta chemin des Salasses, oggi ancora visibili a tratti, sebbene questi ultimi siano estremamente ridotti:
()
Le sostruzioni ciclopiche nel tratto tra Bard (lat. Castrum Bardum) e Donnas (lat. Donasium) sono datate non molto prima della nascita di Augusta Praetoria, ovvero della città romana corrispondente alla moderna Aosta, che fu fondata nel 25 a.C. La Valle d'Aosta era, fin dall'antichità, una naturale via di transito di uomini e merci. Strabone così descriveva le vie di comunicazione valdostane negli anni precedenti alla conquista romana delle terre salasse:
()

### Ipotesi sull'epoca della costruzione

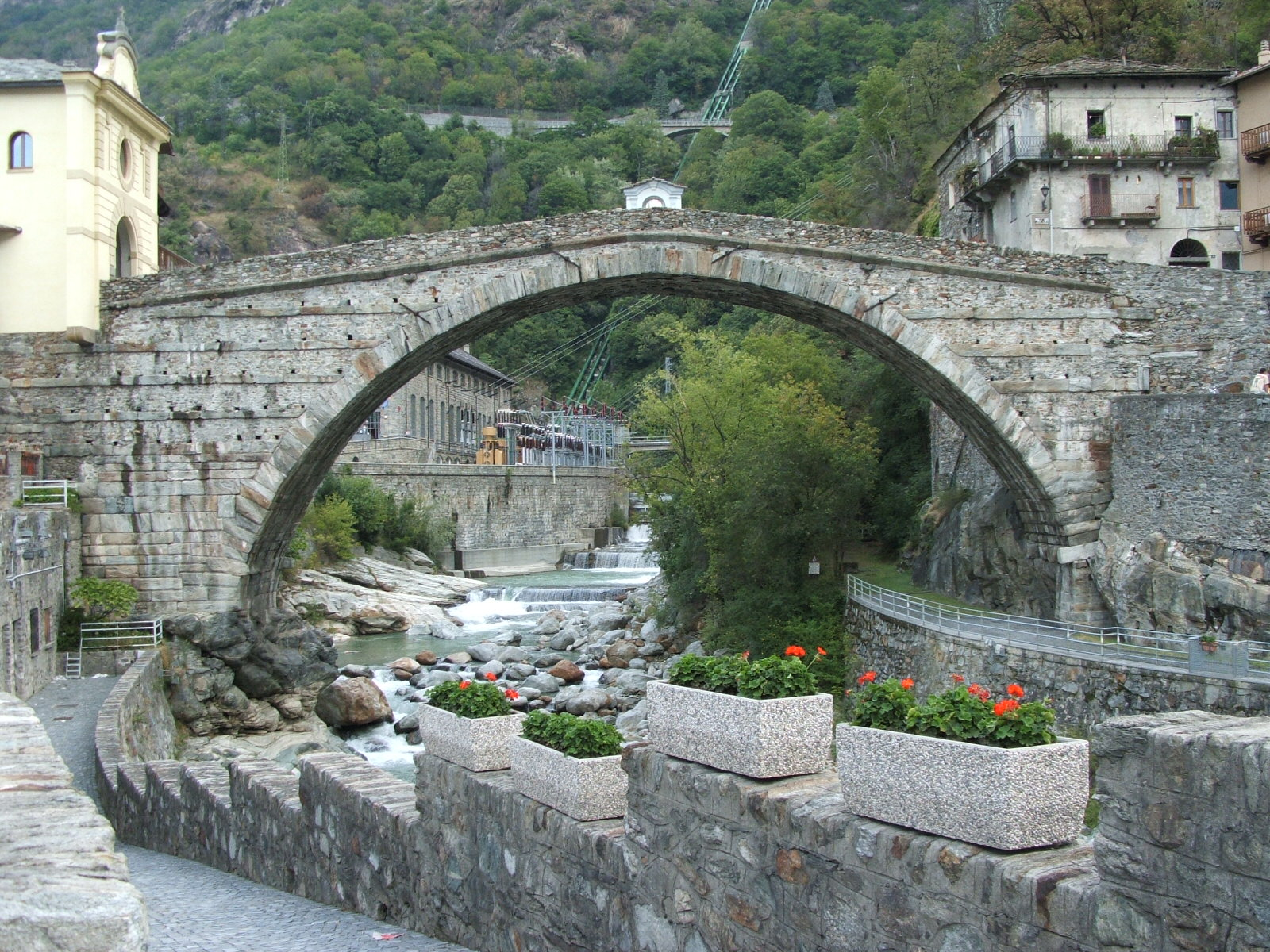
Il pont Saint-Martin, in Valle d'Aosta

Secondo l'ipotesi dell'archeologo Carlo Promis, che cita un passo di Polibio, esisteva in Valle d'Aosta, già in epoca repubblicana, quindi precedente alla conquista romana di queste terre, che è avvenuta durante il principato di Augusto, primo imperatore romano, una strada di fondovalle regolare, quindi più che un sentiero, la cui costruzione si sarebbe conclusa tra il 121 a.C. e il 120 a.C.. 

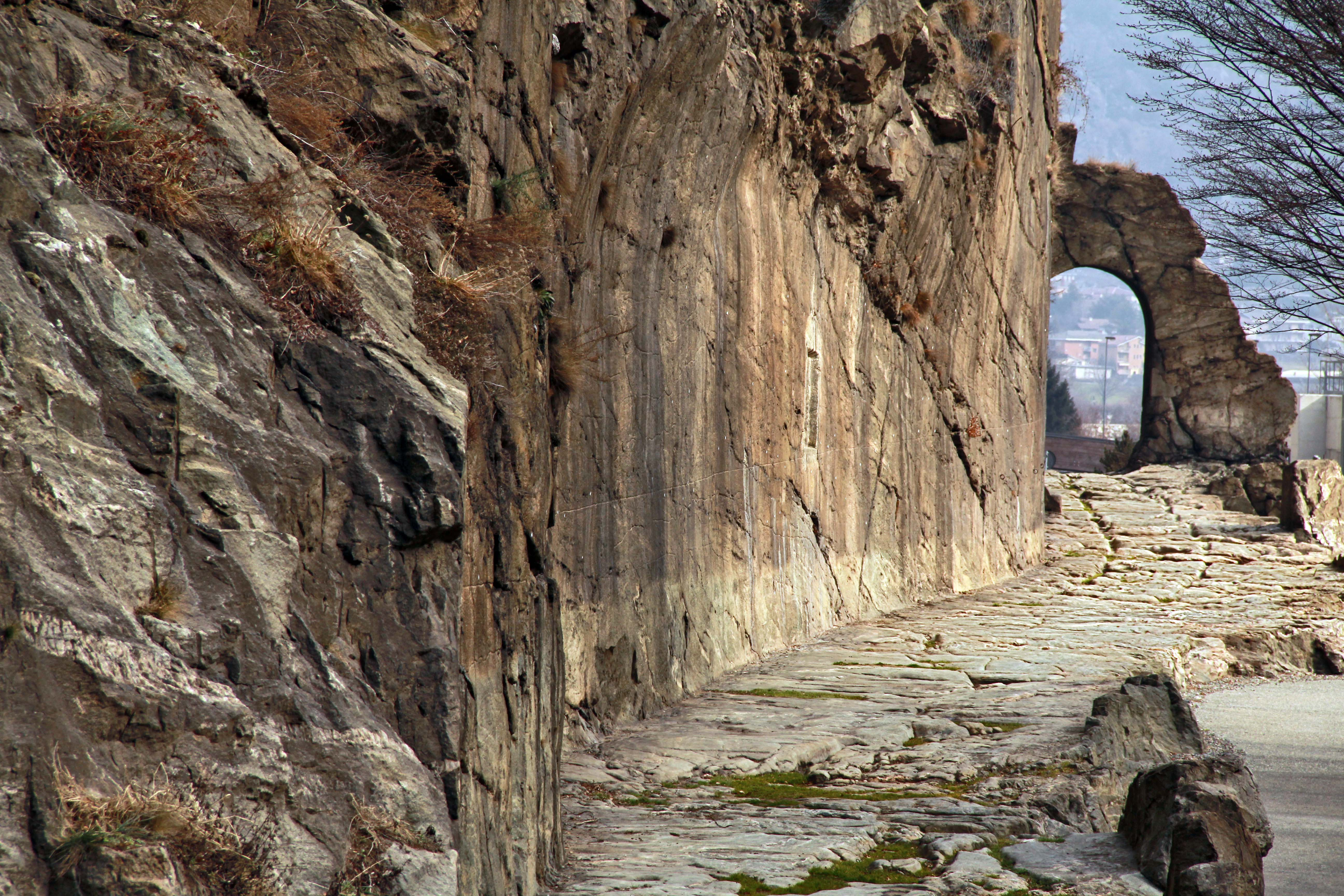
Tratto della via consolare delle Gallie a Donnas (lat. Donasium), in Valle d'Aosta

In seguito Pietro Barocelli, archeologo e soprintendente di Piemonte e Liguria, ha messo in dubbio le conclusioni di Carlo Promis: «esse appaiono troppo assolute anche solo se si pensa alla grandiosità dei lavori e allo stato di guerra durante i quali sarebbero stati fatti, inframmezzato da malfide paci».
Almeno parte della strada, in particolare il tratto che da Augusta Praetoria si diramava verso le Alpi Pennine, sarebbe contemporaneo, oppure posteriore, alla fondazione della città. Alcuni storici svizzeri concordano che il tratto del colle del Gran San Bernardo (lat. Mons Iovis) risalga all'epoca dell'imperatore Claudio (41-54), al quale sono dedicati alcune pietre miliari: Claudio elevò infatti l'antico oppidum celtico di Octodurus (oggi Martigny) a municipium. Octodurus era infatti una città molto importante, tant'è che costituiva uno dei punti terminali della via delle Gallie.
Il giornalista André Zanotto, raccogliendo i suggerimenti delle ipotesi precedenti, ha ipotizzato che la strada di fondovalle sia stata in parte sistemata prima della definitiva sottomissione dei Salassi durante i periodi di mediazione e accordi, seppur deboli, tra questo popolo e gli antichi Romani.
La strada, secondo Zanotto, sarebbe stata quindi costruita prima dai militari romani coadiuvati dalla popolazione locale, mentre dopo la sottomissione dei Salassi la forza lavoro degli schiavi sarebbe divenuta preponderante. La strada non poteva che sorgere sulla via di comunicazione preromana a causa della topografia della valle, che era limitante per via del poco spazio pianeggiante disponibile.

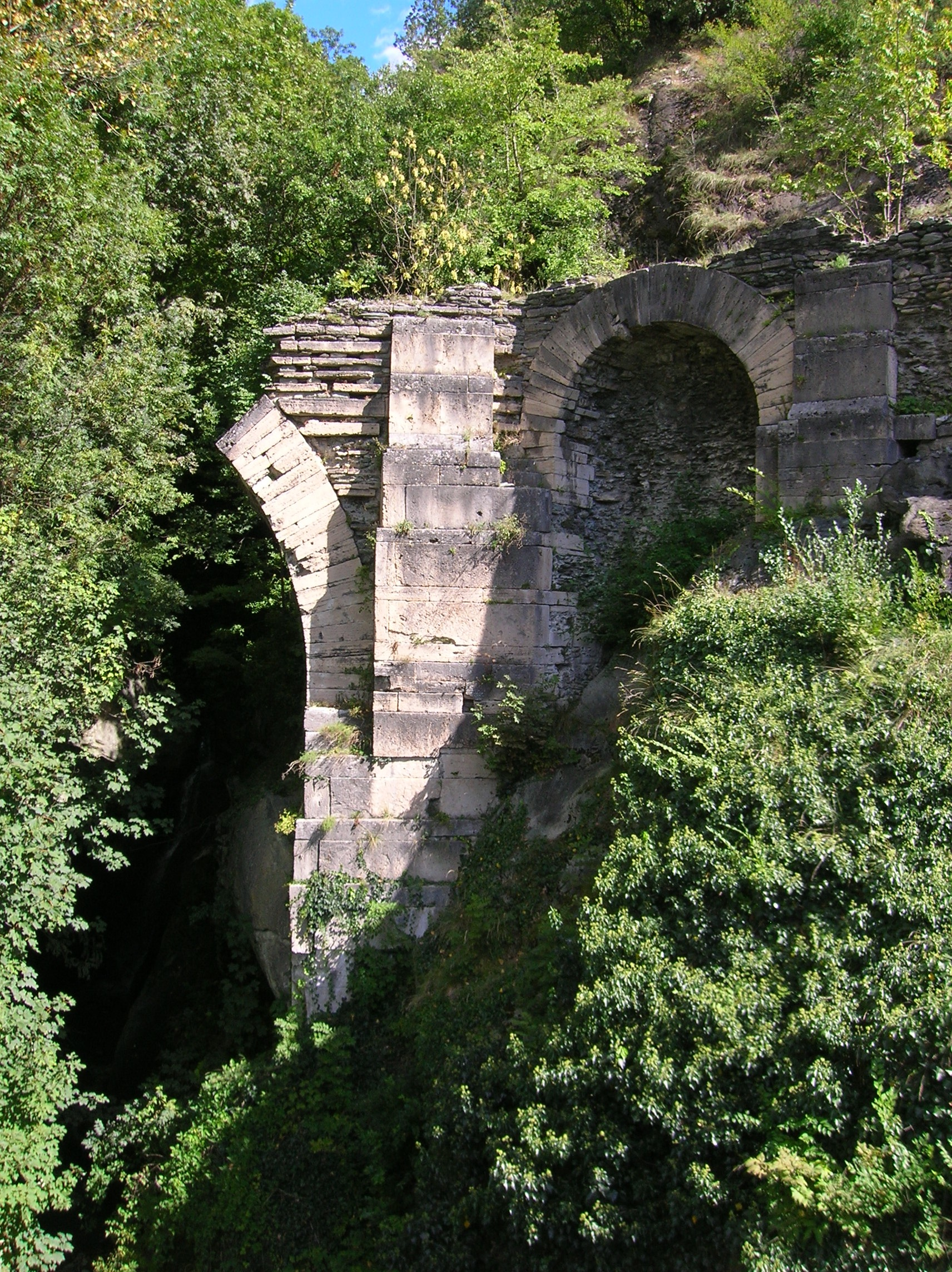
I resti del ponte romano di Saint-Vincent, in Valle d'Aosta, sul torrente Cillian

Secondo Letizia Gianni, autrice di numerose guide sulla successiva e medievale via Francigena, la via delle Gallie fu fatta costruire intorno al 12 a.C., e quindi lastricata durante il principato dell'imperatore Augusto nel 47 d.C..

### Epoca medievale
In epoca medievale il percorso della via Francigena lungo la Valle d'Aosta venne in parte a sovrapporsi all'antica via delle Gallie romana. Una parete crollata nei pressi di Balmas, località che si trova nei pressi di Montjovet (lat. Mons Ioviculus), determinò lo spostamento del sedime stradale della via Francigena più a valle rispetto al tracciato della strada romana, che invece fu realizzato più a monte.

### Epoca contemporanea
A causa dell'esiguità di spazio pianeggiante a fondovalle, che è tipica delle zone di montagna, i percorsi delle moderne strada statale 26 della Valle d'Aosta e strada statale 27 del Gran San Bernardo sono per lunghi tratti sovrapposti ai tracciati della via delle Gallie e della via Francigena. Parte dei tratti della via delle Gallie che non coincidono con le strade statali, oppure che corrispondono a strade non sono asfaltate, si sono poi trasformati, a causa della mancanza di manutenzione e dell'incuria, nel sentiero CAI n. 103 (che è indicato dai cartelli come "via Francigena"), nel Chemin des Vignobles e in altri tratti di sentieri ancora oggi molto frequentati.
Attualmente, all'interno del programma Interreg IIIB MEDOCC, sette paesi europei collaborano per la valorizzazione delle antiche vie romane, tra le quali figura anche la via delle Gallie. Nel 2005 è stato messo in sicurezza il sito archeologico di Donnas (lat. Donasium) dove è presente il tratto meglio conservato della parte delle via delle Gallie che passava attraverso la moderna Valle d'Aosta.
Nuovi interventi sono stati svolti nel 2014, nell'ambito del progetto Interreg "La via consolare delle Gallie".

## Percorso

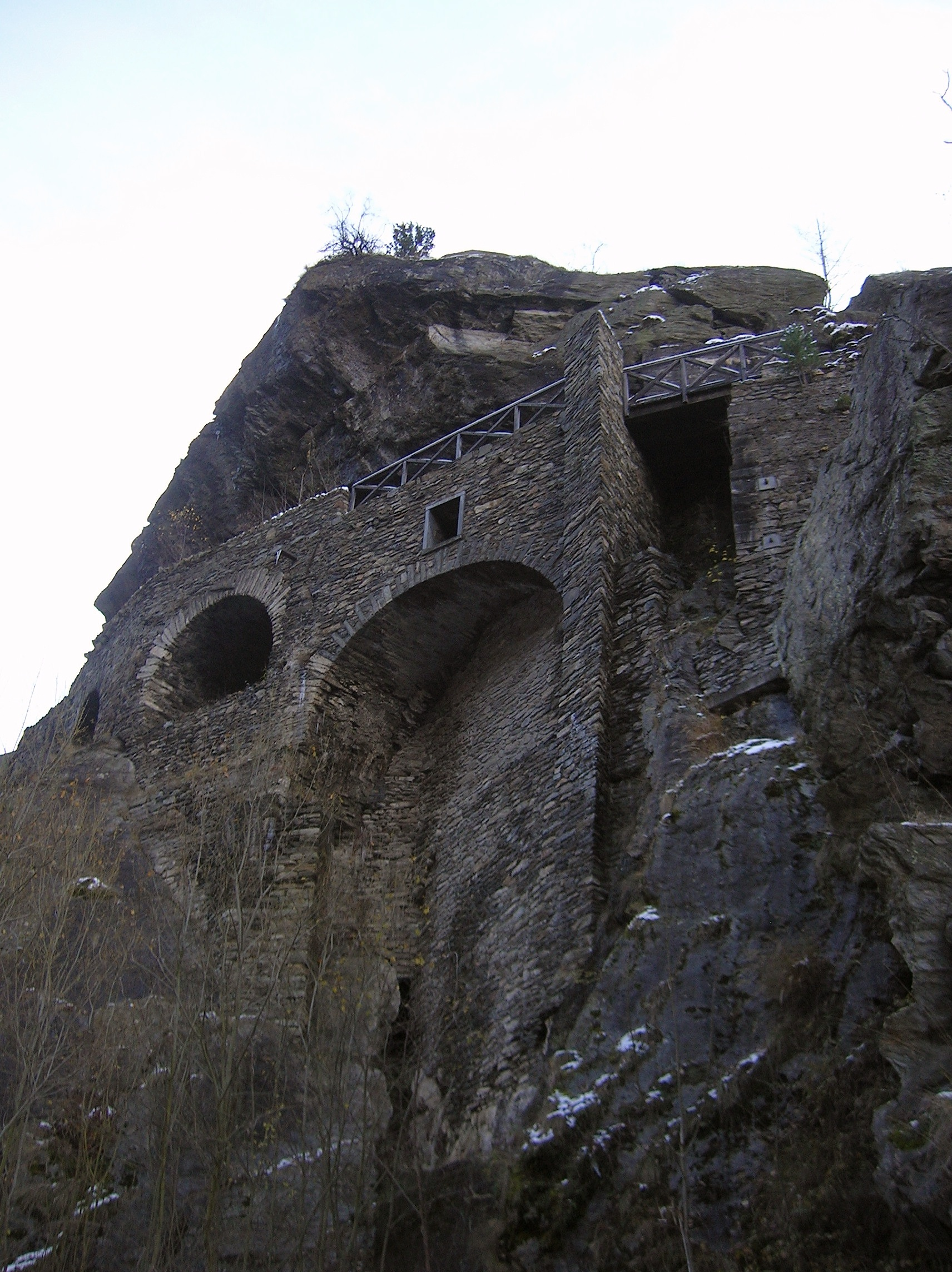
La stretta gola di Pierre Taillée, in Valle d'Aosta, creava una naturale separazione tra Avise (lat. Avisio) e La Salle (lat. Sala Duria): la strada, tra sostegni e incisioni nella roccia, ha collegato per secoli i due comuni

La via delle Gallie iniziava a Mediolanum (l'attuale Milano), dove intersecava la via Gallica, la via Regina, la via Spluga, la via Mediolanum-Bellasium, la via Mediolanum-Bilitio, la via Mediolanum-Brixia, la via Mediolanum-Placentia, la via Mediolanum-Ticinum e la via Mediolanum-Verbannus, per poi proseguire verso Eporedia (Ivrea), città che fu costruita nel 100 a.C. per volere del Senato romano, e continuare fino ad Augusta Praetoria (Aosta), città romana fondata nel 25 a.C.
Uscita da Mediolanum attraverso Porta Vercellina la via delle Gallie proseguiva verso Ad Quartum (Quarto Cagnino), Ad Quintum (Quinto Romano), Ad Septimum (Settimo Milanese), Barasium (Bareggio), Curiapicta (Corbetta), Maxentia (Magenta), Tricastium (Trecate), Novaria (Novara), Vicus Longus (Vicolungo), Grecum (Greggio), Badaluchum (Balocco), Cerrodunum (Cerrione), Palatium (Palazzo Canavese), Bolenicum (Bollengo), Augusta Eporedia (Ivrea), Quatiolum (Quassolo), Mons Altus Eporediensium (Montalto Dora), Burgus Francus Eporediensis (Borgofranco d'Ivrea), Septingesimum (Settimo Vittone), Quingesimum (Quincinetto), Quadragesimum (Carema), Pons Heliae (Pont-Saint-Martin), Donasium (Donnas), Alnus (Hône), Castrum Bardum (Bard), Arnadium (Arnad), Ixonia (Issogne), Vitricum (Verrès), Cillianum (Saint-Vincent), Castelium Augustensium Praetorianorum (Châtillon), Cambavia (Chambave), Ad Fines Augustensium (Fénis), Nucetum (Nus), Quartum (Quart) e giungendo ad Augusta Praetoria (Aosta), dove la via delle Gallie si biforcava in due rami. 

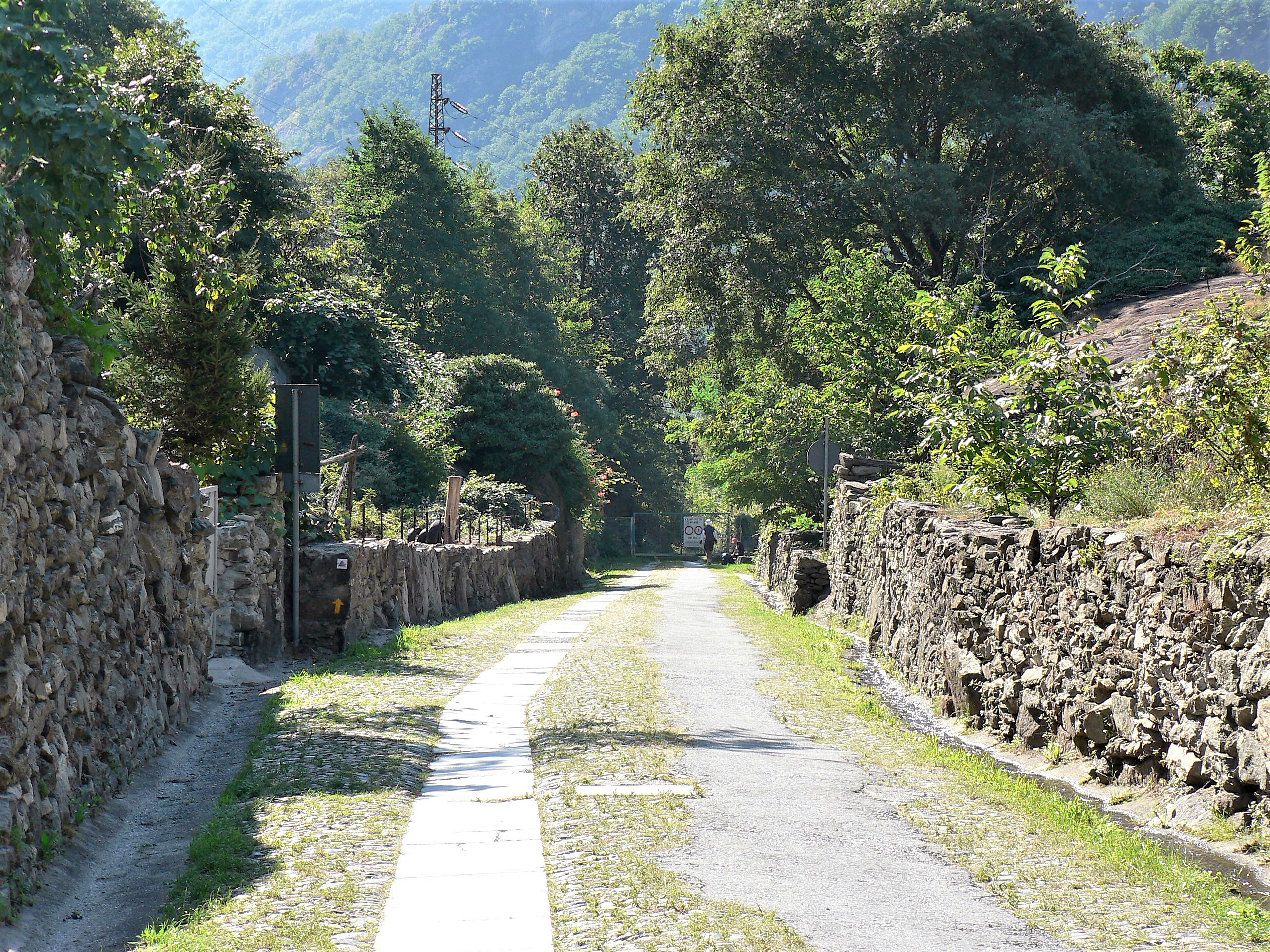
La via Francigena a Bard (lat. Castrum Bardum), in Valle d'Aosta. Coincide con il percorso della via delle Gallie, ed è sul tracciato del Tor des Géants

Da Augusta Praetoria, un ramo della strada usciva dalla Porta Decumana dirigendosi verso la Valdigne e valicando poi il passo Columna Iovis (detta anche in latino Alpis Graia), oggi chiamato colle del Piccolo San Bernardo. Proseguiva poi verso Lugdunum, città romana fondata nel 47 a.C. e oggi chiamata Lione, sua destinazione finale.
L'altro ramo usciva invece dalla Porta Principalis Sinistra, anch'essa di Augusta Praetoria, arrivando al passo Mons Iovis (chiamato in latino anche Alpis Poenina oppure Summus Pœninus), oggi detto passo colle del Gran San Bernardo, che conduceva oltre le Alpi verso Octodurus (Martigny), nel moderno Canton Vallese, in Svizzera.
Il ramo che si dirigeva verso Octodurus (Martigny), superata Augusta Praetoria, attraversava Ginodium (Gignod), dopo di cui valicava il passo del colle del Gran San Bernardo (lat. Mons Iovis), per poi dirigersi verso Ursiores (Orsières) e giungendo infine a Octodurus, destinazione finale di questa biforcazione. Il ramo che invece si dirigeva verso Lugdunum, passata Augusta Praetoria, attraversava Fundus Gratianus (Gressan), Fundus Joventianus (Jovençan), Sarra (Sarre), Aimivilla (Aymavilles), 

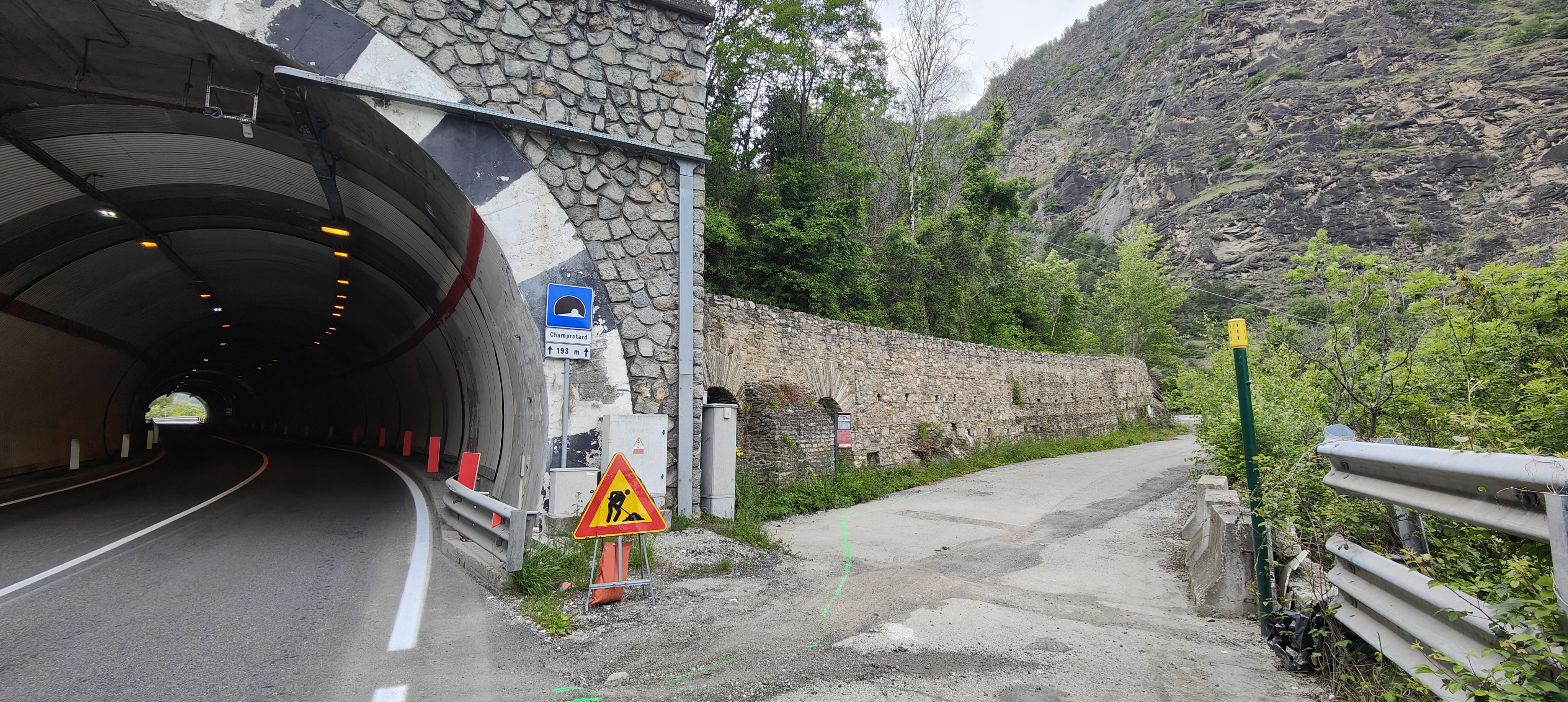
Resti delle mura romane presso la galleria Champrotard,sulla statale 26, dopo il villaggio di Mécosse.

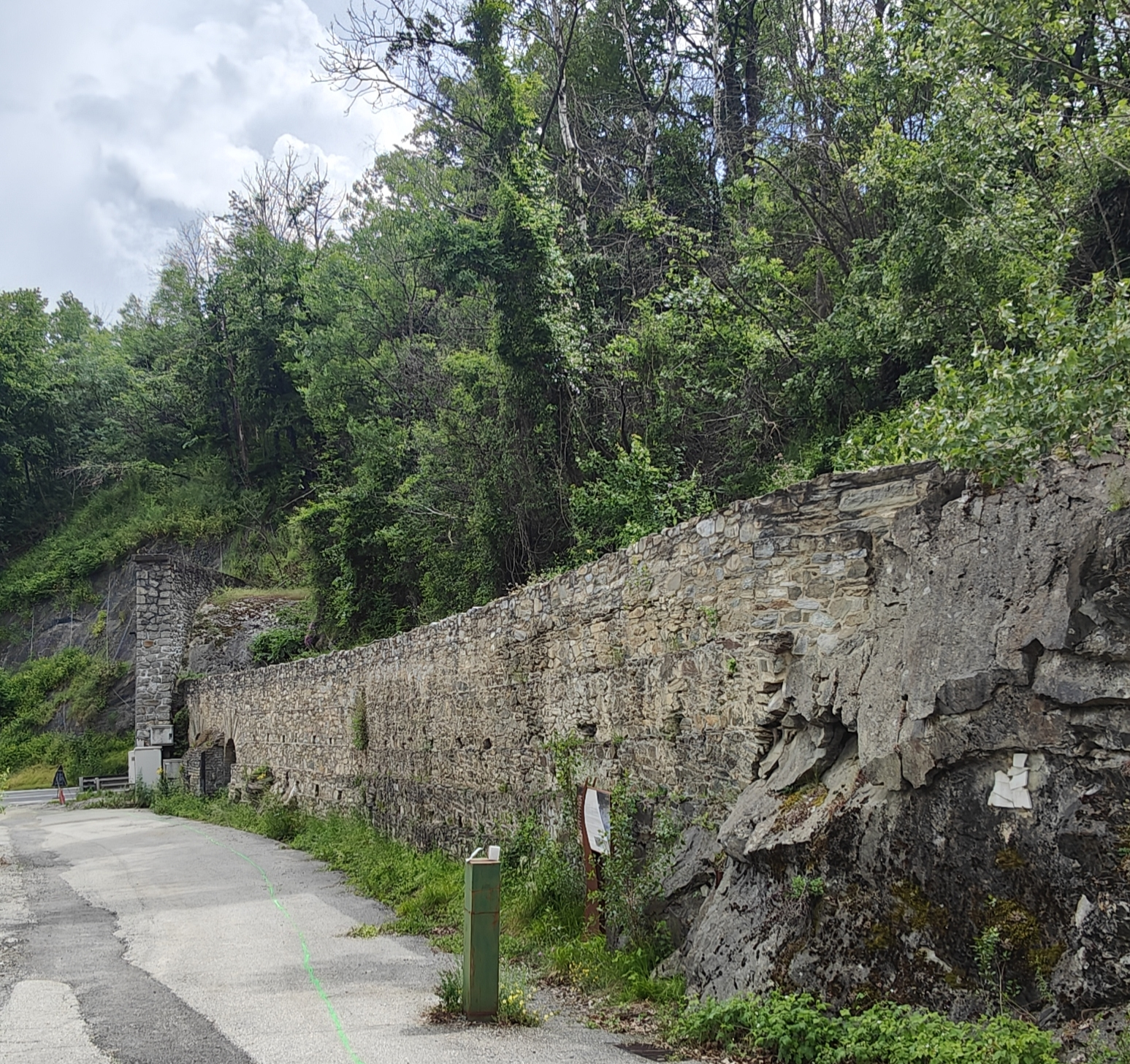
La notevole perizia costruttiva degli antichi romani evidenziata dalle arcate cieche intervallate dal contrafforte in questo pezzo di 25 mt. La serie di fori serviva per smaltire le acque reflue e piovane.

Arvarium (Arvier), Avisio (Avise), Sala Duria (La Salle), Moriacium (Morgex), Araebrigium (Pré-Saint-Didier) e Tuillia Salassorum (La Thuile), dopo di cui valicava il passo del colle del Piccolo San Bernardo (lat. Columna Iovis),  per poi dirigersi verso Sextum Segetium (Séez), Capellae Centronum (Les Chapelles), Bellantrum (Bellentre), Axima (Aime), Munsterium (Moûtiers), Aquae Albae (Aigueblanche), Liscaria (La Léchère), Fessona Brigantiorum (Feissons-sur-Isère), Cevis (Cevins), Bastita (La Bâthie), Turres (Tours-en-Savoie), Oblimum (Albertville), Hillium (Gilly-sur-Isère), Camusellum (Chamousset), Castrum Novum Allobrogum (Châteauneuf), Capanna ad Melianum Montem (La Chavanne), Riparia (La Ravoire), Camberiacum (Chambéry), Nanciae (Nances), Dulinum (Dullin), Verale Bellomontium (Verel-de-Montbel), Bellus Mons ad Tramonaecum (Belmont-Tramonet), Romagnieu (Romagnieu) terminando a Lugdunum (Lione). 

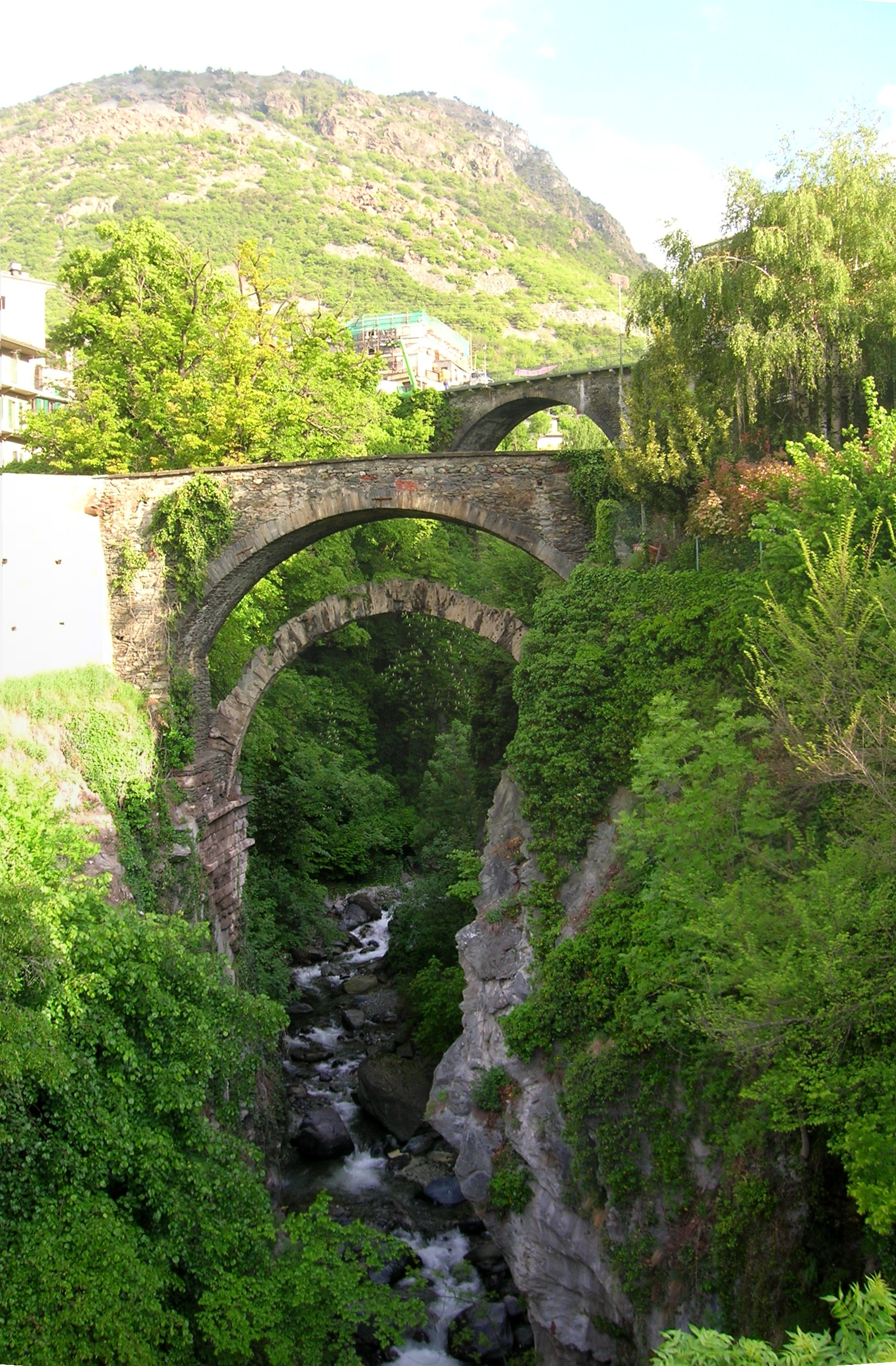
I resti di un'arcata del ponte romano di Châtillon (lat. Castelium Augustensium Praetorianorum), in Valle d'Aosta, sopra il torrente Marmore, su cui è stato eretto l'attuale ponte

Il passo Columna Iovis divenne praticabile anche ai carri grazie ai lavori eseguiti dagli antichi Romani, durante i quali la strada fu ampliata e lastricata: di questo tratto restano tracce a partire dal faubourg di La Thuile verso la Grande Golette, salendo poi a Pont Serran, e quindi a nord delle mansiones e del cromlech del Piccolo San Bernardo, complesso megalitico situato alla frontiera tra l'Italia e la Francia, sul colle del Piccolo San Bernardo, in corrispondenza dello spartiacque dei bacini della Dora Baltea e dell'Isère. Lungo il tratto della via delle Gallie che percorreva la Valle d'Aosta vennero fondati vari centri abitati e si installarono le mutationes, ovvero le stazioni destinate al riposo e al cambio degli animali da soma, nonché le mansiones.
Degno di nota è il toponimo di Carema (lat. Quadragesimum), che ricorda la sua distanza di quaranta miglia romane da Augusta Praetoria (lat. quadragesimum lapidem ab Augusta Praetoria = it. "quarantesima pietra miliare da Aosta"). Secondo invece altri studiosi il nome della moderna località di Carema deriverebbe da cameram, ossia da "dogana", che vi ebbe in effetti sede. Per il transito era previsto anche un pedaggio sul valore delle merci che passavano dalle Gallie e che erano indirizzate verso la penisola italica.
Si suppone che anche altre località romane abbiano preso il nome dalla presenza della specifica pietra miliare presente sul loro territorio: tra esse ci sono Quart (ad quartum lapidem, ovvero a quattro miglia da Aosta), Chétoz (ad sextum lapidem, ovvero a sei miglia da Aosta), Nus (ad nonum lapidem, ovvero a nove miglia da Aosta), Diémoz (ad decimum lapidem, ovvero a dieci miglia da Aosta), ecc. Le altre città miliari presenti lungo la via delle Gallie sono Quarto Cagnino (lat. Quartum), Quinto Romano (Quintum), Settimo Milanese (Septimum), Settimo Vittone (Septingesimum), Quincinetto (Quingesimum), Carema (Quadragesimum) e Séez (Sextum Segetium).
Non tutte le città miliari che sorgevano lungo la via delle Gallie hanno mantenuto un ruolo di pari rilievo anche in epoca moderna e in epoca contemporanea: alcune infatti sono oggi diventate semplici frazioni di moderni comuni. Per alcune località potrebbe non esserci più corrispondenza tra le distanze da Augusta Praetoria alle originarie stationes indicate dalle miglia romane, con le distanze dall'attuale Aosta ai corrispondenti centri abitati moderni: non sempre le località indicate dal loro nome sono infatti perfettamente corrispondenti, per quanto riguarda la posizione, con antiche località romane (un esempio sono le moderne Quart ed Aosta, che non si trovano più a quattro miglia romane).

## Tecniche adottate

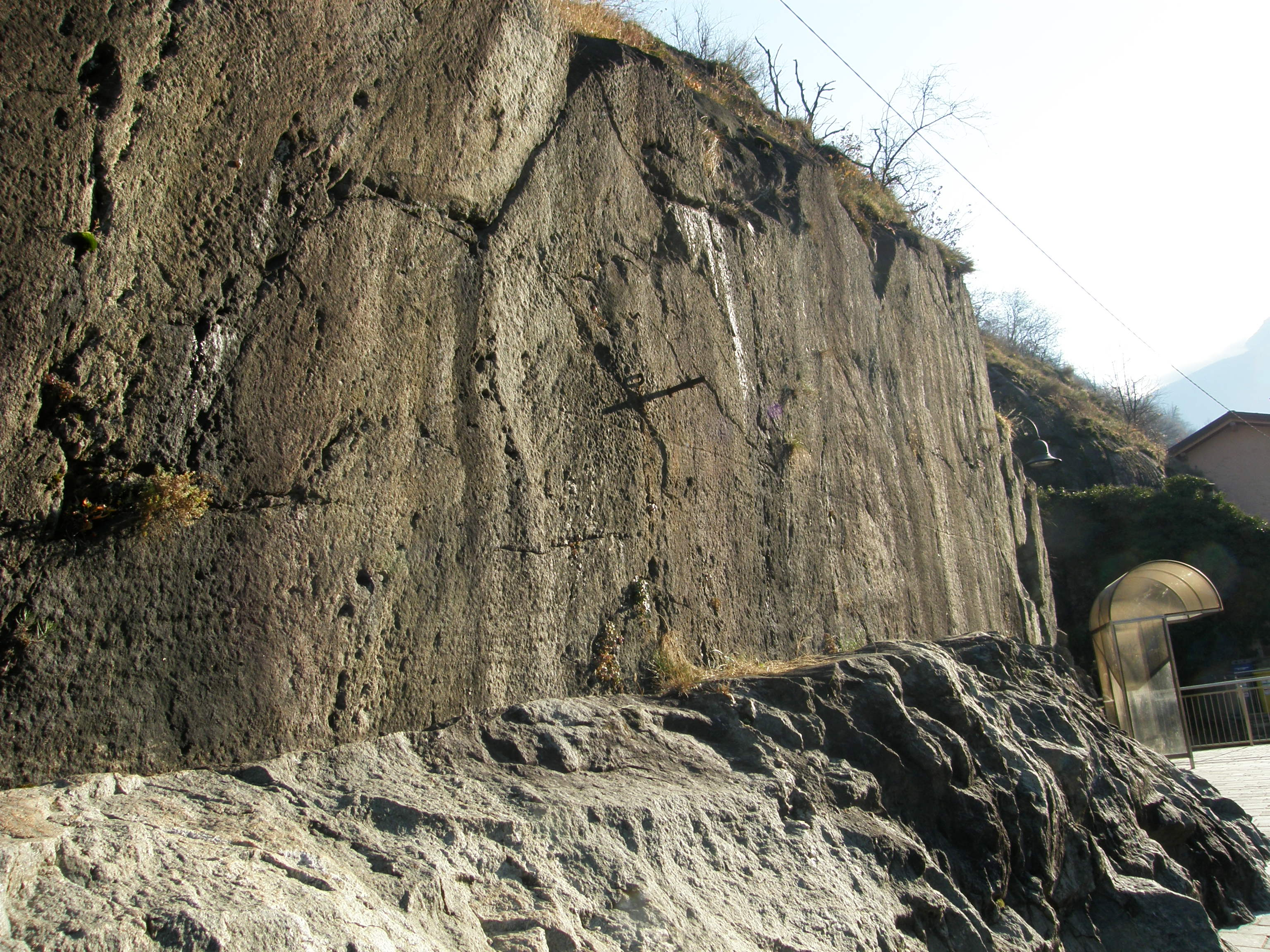
Tratto della via delle Gallie a Bard (lat. Castrum Bardum), in Valle d'Aosta

La via delle Gallie fu un'imponente opera architettonica e ingegneristica che presentò notevoli difficoltà di realizzazione: per costruirla furono infatti adottate soluzioni tecniche particolarmente impegnative per l'epoca, vista la conformazione del territorio. Esso è infatti montagnoso e presenta numerosi passaggi impervi.

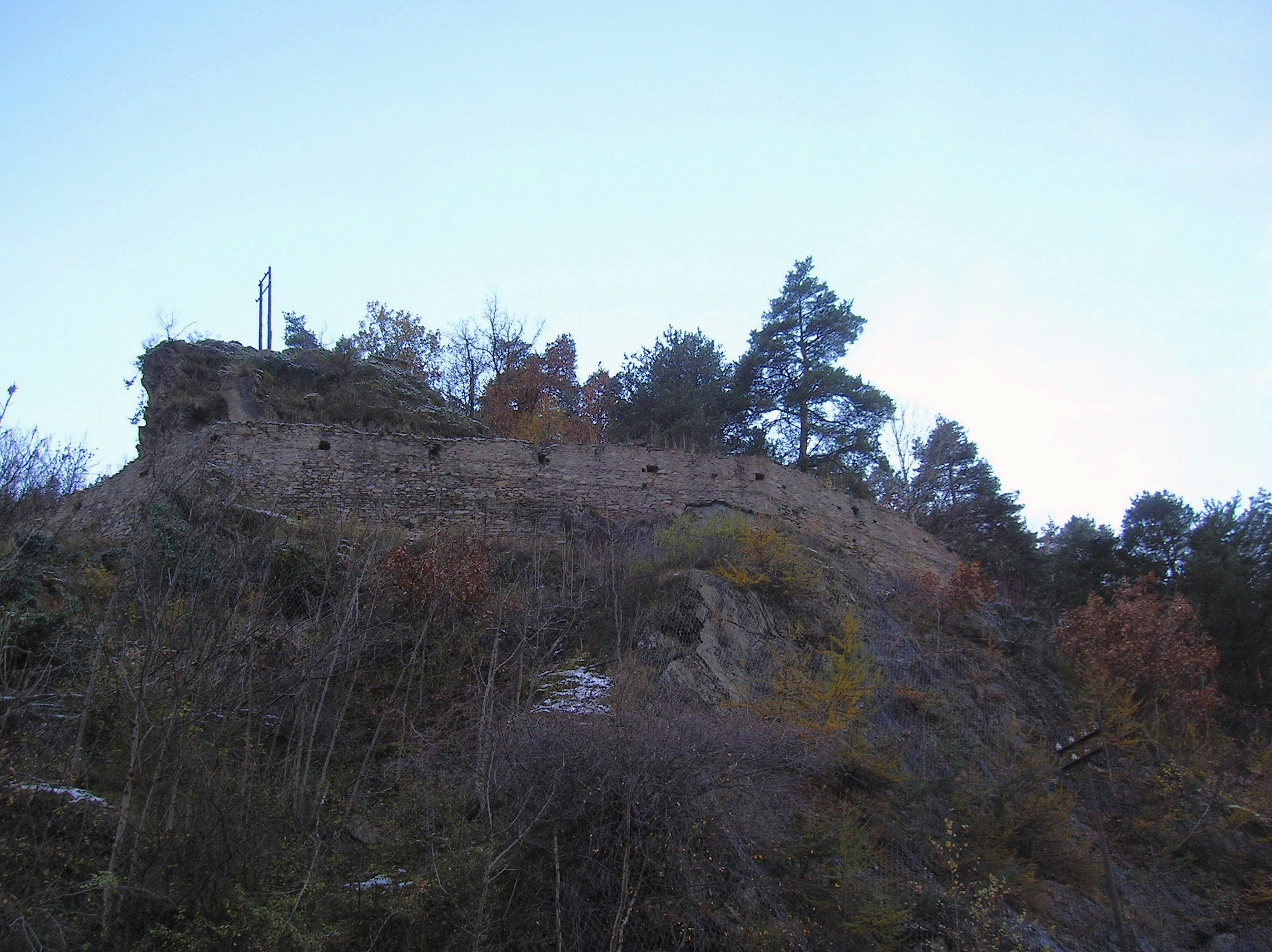
Tratto della via delle Gallie nei pressi di Avise (lat. Avisio), in Valle d'Aosta

Oltre a realizzare la strada nel fondovalle con solide fondamenta, andavano infatti superate gole e torrenti, tagliate pareti rocciose, realizzate elevate strutture di sostegno su pendii scoscesi e costruiti acquedotti e ponti.
I ponti romani del tratto valdostano della via delle Gallie erano diciassette, a oggi alcuni di essi sono crollati mentre altri sono in rovina. Il pont Saint-Martin è uno dei pochi ponti romani a essersi conservato praticamente integro e ancora in uso per il traffico moderno.
Il ponte romano di Saint-Vincent, situato sul torrente Cillian all'ingresso di Saint-Vincent (lat. Cillianum) conserva solo le due spalle. Invece, del ponte sul torrente Marmore a Châtillon (lat. Castelium Augustensium Praetorianorum), distrutto dalle truppe francesi nel 1691, se ne conserva solo una delle nove fasce di archi che lo componevano. Il ponte dell'alta valle di Pierre Taillée e quello dell'Equiliva furono distrutti anch'essi durante il passaggio di eserciti francesi.
Ancora intatto anche il ponte di pietra di Aosta, un tempo attraversante il torrente Buthier, deviato nel XVII secolo a causa di un'alluvione.

## Filmografia
- Patrizio Vichi, Aoste-Carême, la route romaine borne par borne, Pensiero e Immagine, 18 min., col., 2006.
- Patrizio Vichi, Aosta – St. Vincent, la strada romana miglio per miglio, 16 min., col., son., 2003.